# Wilhelm Arent
Wilhelm Arent (* 7. März 1864 in Berlin als Wilhelm Ludwig Carl Arendt; † nach 1913) war ein deutscher Lyriker und Herausgeber einer wichtigen zeitgenössischen Anthologie des frühen Naturalismus.

## Leben
Wilhelm Arent wurde als Sohn eines hohen und wohlhabenden Forstbeamten geboren. Der Vater starb, als Arent zehn Jahre alt war. Er besuchte die Landesschule Pforta und verschiedene Berliner Gymnasien, verfiel aber früh einer psychischen Erkrankung. Seit den 1880er Jahren veröffentlichte er Gedichte und literaturhistorische Arbeiten. Später ließ er sich zum Schauspieler und Sänger ausbilden.
Sein 1883 auf eigene Rechnung gedruckter erster Gedichtband Lieder des Leides fand weder bei Kritik noch Publikum Anerkennung. Im Jahr darauf gab Arent unter dem Pseudonym Karl Ludwig angeblich aus dem Nachlass des Dichters Jakob Michael Reinhold Lenz stammende Gedichte heraus, die er allerdings zum Teil selbst verfasst hatte. 1884 arbeitete Arent bei der Revue Auf der Höhe und der Wochenschrift Deutsches Dichterheim mit, schrieb aber auch für andere, meist süddeutsche Zeitungen.  1885 veröffentlichte Arent den Lyrikband Aus tiefster Seele, zu dem Hermann Conradi die Einleitung schrieb.
Statt durch seine eigenen Gedichte wurde Arent, der sich im Berliner Kreis um die Brüder Heinrich und Julius Hart auch als Mäzen hervortat, als Herausgeber der Lyrikanthologie Moderne Dichter-Charaktere bekannt, die vor allem wegen der programmatischen Vorworte von Hermann Conradi und Karl Henckell zu einem wichtigen Dokument des Naturalismus wurde. Vom Publikum kaum beachtet, wurde die Sammlung mit Beiträgen von insgesamt 21 Autoren in Literatenkreisen heftig diskutiert.
1890 wurde Arent Schauspieler in Berlin und arbeitete an Michael Georg Conrads führender frühnaturalistischen Zeitschrift Die Gesellschaft mit. Von 1895 bis 1896 war er selber Herausgeber einer literarischen Zeitschrift (Die Musen). Nach 1896 beendete er seine schriftstellerische Tätigkeit wegen einer Nervenkrankheit und zog sich völlig aus der Öffentlichkeit zurück. Heinrich Hart schrieb 1907,

„[Arent machte] nur ungern ein Hehl daraus, daß er schon wiederholt in Heilanstalten untergebracht worden war; er war einer von denen, die ihren Stolz darin fanden, krank und abnorm zu sein […] Jeden Tag war er ein anderer. Heute voll zärtlicher Hingebung, voll fröhlicher Laune, morgen voll Bosheit und Haß. Heute überschüttete er uns mit Gedichten, die uns als Löwen, Adler und sonstiges Hochgetier feierten, am andern Morgen kam dann fast regelmäßig ein Brief, in dem er sich auf ewig von uns lossagte und nur Dinge sagte, die man nur ihm verzieh.“

Max Halbe beschrieb ihn später folgendermaßen:

„Arent war ein schöner Mensch, der großen Eindruck auf Frauenherzen machte und fortwährend in Liebesaffären verstrickt war. Er sah mit seinem römischen Antinouskopf wie ein Schauspieler aus und hat später auch diesen Weg eingeschlagen, um dann schon früh im Irrsinn zu enden.“

Laut Albert Soergel „siechte“ Arent 1911 in Berlin „geistig gebrochen dahin.“ Hans Bethge schrieb aber ein Jahr früher, Arent sei in Berlin verstorben. Da 1913 noch ein Roman Arents unter dem Pseudonym Karl Ludwig veröffentlicht wurde, hat er in diesem Jahr wohl noch gelebt. Danach verliert sich jede Spur von ihm.

## Gedichtbeispiel
Des Jahrhunderts verlorene Kinder

Ein freudlos erlösungheischend Geschlecht,

Des Jahrhunderts verlorene Kinder,

So taumeln wir hin! weß Schmerzen sind echt?

Weß Lust ist kein Rausch? wer kein Sünder? …

Selbstsucht treibt Alle, wilde Gier nach Gold,

Unersättlich Sinnengelüste,

Keinem Einzigen ist Mutter Erde hold –

Rings graut nur unendliche Wüste!

Chaotische Brandung wirr uns umtost;

Verzehrt von dämonischen Gluthen,

Von keinem Strahl ewigen Lichts umkost,

Müssen wir elend verbluten …

Märchenglaube

Lach’ nicht des Kindes Märchenglauben,

Was ist’s denn, was dein Geist erfand?

Was sind die Bibeln, die Systeme

Denn anderes als Märchentand?

Ein Jeder dichtet seinen Himmel

Wie’s ihm behagt in’s Blau hinein,

Und über einem Märchen brütend

Schläft endlich er ermüdet ein.

## Werke
- Lieder des Leides. Gedichte (2 Teile). Berlin, 1883
- Reinhold Lenz. Lyrisches aus dem Nachlaß aufgefunden von Karl Ludwig. Kamlah'sche Buchhandlung (Georg Nauck), Berlin 1884 (archive.org)
- Aus tiefster Seele. Mit Geleitswort von Hermann Conradi. Verlag von Georg Nauck (Kamlah'sche Buchhandlung), Berlin 1885 (Digitalisat in der Google-Buchsuche-USA sowie Scan PDF, 24 MB).
  - Zweite, völlig veränderte und vermehrte Auflage unter dem Titel: Kunterbunt. Lyrische Federzeichnungen. Verlag von F. Thiel, Berlin (Friedenau) und Leipzig 1886 (Digitalisat in der Google-Buchsuche-USA).
- Moderne Dichter-Charaktere. Anthologie mit Gedichten von 21 Autoren. Selbstverlag des Herausgebers (in Commission der Kamlah’schen Buchhandlung), Berlin 1885 (Digitalisat in der Google-Buchsuche-USA, Scan (PDF, 58 MB) sowie Digitalisat und Volltext im Deutschen Textarchiv und Text nach der bei Friedrich, Leipzig (1885) erschienenen Ausgabe bei Zeno.org.)
  - Zweite Auflage unter dem Titel: Jungdeutschland. Leipzig, 1886.
- Kopenhagen – Elsa – Faust-Stimmungen und Anderes. Eine Reihe cyclischer Dichtungen. E. Pierson’s Verlag, Dresden und Leipzig 1889 (Digitalisat aus der Faustsammlung der Herzogin Anna Amalia Bibliothek).
- Liebfrauenmilch. Mit einer einführenden poetischen Epistel von Aloys John-Eger, einem Vor- und Schlußwort des Autors und einem Epilog von Paul Hankel. E. Pierson’s Verlag, Dresden und Leipzig 1889 (Digitalisat aus der Faustsammlung der Herzogin Anna Amalia Bibliothek).
  - Zweite Auflage 1892 (Digitalisat in der Google-Buchsuche-USA).
- Durchs Kaleidoskop. Mit einem Epilog des Autors  E. Pierson’s Verlag, Dresden und Leipzig 1891 (Digitalisat in der Google-Buchsuche-USA)
- Aus dem Großstadtbrodem. Mit einem Geleitwort von Lucian von Prager  Verlags-Magazin (J. Schabelitz), Zürich 1891 (Digitalisat in der Google-Buchsuche-USA).
  - (daraus offenbar auch separat erschienen): Drei Weiber (Thanosia – Satanella – Elsa Radiviva). Zürich, 1891.
- Violen der Nacht. Ein Liederbuch. C.F. Conrads Buchhandlung (Paul Ackermann), Berlin 1891 (Digitalisat in der Google-Buchsuche-USA).
- Irrflammen. Stimmungs-Nervosismen, lyrische Sensationen & Tagebuchblätter. Poeßl, München 1893 (Digitalisat in der Google-Buchsuche-USA).
- unter dem Pseudonym „Karl Ludwig“: Eine fahrende Seiltänzerin. Roman. Hillger, Leipzig und Berlin, 1913.